# Kacikyt
Kacikyt nebo Vladimirovka (abchazsky Кациқыҭ, gruzínsky ვლადიმიროვკა – Vladimirovka) je vesnice v Abcházii v okrese Gulrypš v Samurzakanské nížině. Leží přibližně 13 km východně od okresního města Gulrypš. Obec sousedí na západě s Pšapem a s Drandou, na severu s Cabalem, na východě a na jihovýchodě s obcemi okresu Očamčyra s Arménskou Atarou, s Atarou a s Adzjubžou, od kterých obec odděluje řeka Kodori. Na severovýchodě od vsi se nachází těžko prostupný zalesněný horský terén.
Oficiálním názvem obce je Vesnický okrsek Kacikyt (rusky Кацикытская сельская администрация, abchazsky Кациқыҭ ақыҭа ахадара). Za časů Sovětského svazu se okrsek jmenoval Vladimirovský selsovět (Владимировский сельсовет).

## Části obce
Součástí Kacikytu jsou následující části:
- Kacikyt / Vladimirovka (Кациқыҭ / Владимировка)
- Avidzybžara / Adzjubža (Аҩӡыбжьара / Аӡҩыбжьа)
- Dopuakyt / Dopukyt / Dopoukyt (Допуақыҭ / Допуқыҭ / Допоуқыҭ) – do 1948 Estonka, od 1948 do 1955 Bagnašeni, od 1955 do 1996 opět Estonka
- Kodor / Kudry (Кодор / Кәыдры)
- Maršanichu (Маршьанихәы)
- Chjecrypš / Šmati (Хьецрыԥшь / Шмаҭи)
- Dzydakvara (Ӡыдаҟәара) – od 1869 Anastasijevka, od 1949 do 1996 Ganachleba
- Adzlagara (Аӡлагара)
- Adzyna (Аӡына) – dříve Kazbegi
- Ančara (Анҷара)
- Basmarakja (Басмараҟьа)
- Kjyrchuluchu (Кьырхәлухә)
- Naa (Наа)
- Nardzyn (Нарӡын) – dříve Oikonimi, od 70. let do 1996 Chumuškiri
- Nauš (Наушь) – dříve Nikolajevskoje a Staročernigovskoje, od 1948 do 1996 Čala
- Tachu / Tech (Ҭахә / Тех)

## Historie
Po vyhnání abchazského obyvatelstva v druhé polovině 19. století během mahadžirstva následkem Kavkazské války se do obce nastěhovalo převážně ruské obyvatelstvo, které ji přejmenovalo na Vladimirovka (Владимировка). Později se sem přistěhovali i Arméni a Gruzínci. Od roku 1943 nesla ves název Kodori, než byl v roce 1955 vrácen zpět název Vladimirovka. V roce 1996 došlo ke změně na současný název Kacikyt. Po válce v Abcházii v roce 1993 většina gruzínského obyvatelstva opustila zemi.

## Obyvatelstvo
Dle nejnovějšího sčítání lidu z roku 2011 je počet obyvatel této obce 1676 a jejich složení následovné:
- 1175 Arménů (70,1 %)
- 202 Abcházů (12,1 %)
- 191 Rusů (11,4 %)
- 67 Gruzínů (4,0 %)
- 41 ostatních národností (2,4 %)

Před válkou v Abcházii žilo v obci bez přičleněných vesniček 1579 obyvatel. V celém Vladimirovském selsovětu žilo 2577 obyvatel.